# Pseudhammus congolensis
Pseudhammus congolensis är en skalbaggsart som beskrevs av Hintz 1913. Pseudhammus congolensis ingår i släktet Pseudhammus och familjen långhorningar.
Artens utbredningsområde är Angola. Inga underarter finns listade i Catalogue of Life.